# Мисс США 1957
Мисс США 1957 (англ. Miss USA 1957) — 6-й конкурс красоты Мисс США, прошедший 17 июля 1957 года в Long Beach Municipal Auditorium, Лонг-Бич, Калифорния. Представительницы 44 штатов участвовали в выборах победительницы конкурса. Победительницей конкурса стала Мэри Леона Гейдж из штата Мэриленд, но была дисквалифицирована. Её титул перешёл к Шарлотт Шеффилд из штата Юта.

## Скандал
Мэри Леона Гейдж, представительница штата Мэриленд, была объявлена победительницей национального конкурса и получила корону королевы красоты. На следующий после награждения день, когда Гейдж уже была заявлена участницей международного конкурса «Мисс Вселенная 1957», появились слухи о личной жизни новой Мисс США. Как оказалось, она солгала о своём возрасте: на момент участия в конкурсе ей было 18 лет, хотя она утверждала, что ей 21 год. Кроме того, у неё было двое детей и она состояла в браке. После выяснения и подтверждения данных фактов она была немедленно дисквалифицирована.
Корона и титул перешли к первой вице-мисс США — Шарлотт Шеффилд из штата Юта, и список был поднят на одну строчку вверх. Из-за сложившейся ситуации США впервые не участвовали в конкурсе «Мисс Вселенная». Позже Шарлотт Шеффилд была отправлена в Лондон на конкурс «Мисс Мира 1957» как представительница США, однако не добилась успеха.

## Результаты
| Итоговое место | Участница |
| -------------- | --- |
| Мисс США 1957  | - Мэриленд — Мэри Леона Гейдж (дисквалифицирована) |
| Мисс США 1957  | - Юта — Шарлотт Шеффилд |
| 1-я вице-мисс  | - Западная Виргиния — Рут Парр |
| 2-я вице-мисс  | - Невада — Джоан Адамс |
| 3-я вице-мисс  | - Небраска — Кэролин МакГирр |
| 4-я вице-мисс  | - Огайо — Кэтрин Габриел |
| Топ 15         | - Арканзас — Хелен Гарротт - Калифорния — Шарлен Холт - Иллинойс — Мэриэнн Габа - Айова — Джуди Холл - Массачусетс — Сандра Рэмси - Нью-Йорк — Санита Пелки - Южная Каролина — Джин Споттс - Техас — Глория Хант - Вашингтон — Дайана Шафер |

## Участницы
| - Арканзас — Хелен Гарротт - Калифорния — Пегги Джейкобсон - Колорадо — Мэри Клэпэм - Коннектикут — Розмари Гальотти - Делавэр — Патрисия Эллингсворт - Флорида — Дини Кейтс - Джорджия — Рут Ликан - Иллинойс — Мэриэнн Габа - Индиана — Пэт Дорсетт - Айова — Джудит Холл - Луизиана — Эрлин Регуфри - Мэн — Роберта Эйми - Мэриленд — Мэри Леона Гейдж (дисквалифицирована) - Массачусетс — Сандра Рэмси - Мичиган — Шерон Мур - Миннесота — Мэри Форд - Миссури — Джудит Мербек - Небраска — Кэролин МакГирр - Невада — Джоан Адамс - Нью-Гэмпшир — Лайла Моран - Нью-Джерси — Жанна Льюис | - Нью-Мексико — Патрисия Стаффорд - Нью-Йорк — Санита Пелки - Северная Каролина — Пегги Энн Деннис - Северная Дакота — Анн-Марит Студнесс - Огайо — Кэтрин Гэбриэл - Оклахома — Роза Мэри Рааб - Орегон — Соня Ландсем - Пенсильвания — Розали Калп - Род-Айленд — Мирна Алтьери - Южная Каролина — Джин Споттс - Южная Дакота — Гай Маршалл - Теннесси — Патрисия Пратер - Техас — Глория Хант - Юта — Шарлотт Шеффилд - Вермонт — Марджори Линк - Виргиния — Патрисия Буш - Вашингтон — Диана Шафер - Западная Виргиния — Рут Парр - Висконсин — Натали Люк - Вайоминг — Мэрилин Хокинс |